# José de la Paz Herrera
José de la Paz Herrera Uclés (né le 21 novembre 1940 à Soledad au Honduras, et mort le 28 avril 2021) est un footballeur hondurien, qui jouait au poste de  milieu de terrain, avant de devenir entraîneur.
En 2005, il entre également en politique au Parti libéral du Honduras.

## Palmarès
| Real España - Championnat du Honduras (1) : - Champion : 1974. |  | CD Marathón - Championnat du Honduras (1) : - Champion : 2002 (Clôture). |  | CD Olimpia - Championnat du Honduras (3) : - Champion : 1991-92, 1996-97 et 2004 (Clôture). |